# Carl Wagner
Carl Wilhelm Wagner (Leipzig, 25 de maio de 1901 – Gotinga, 10 de dezembro de 1977) foi um físico-químico alemão, pioneiro da química do estado sólido.

## Formação e carreira
Filho do químico Julius Wagner (1857–1924), assistente de Wilhelm Ostwald e primeiro professor de didática química na Alemanha, diretor da Sociedade Bunsen Alemã de Físico-Química.
Frequentou até 1920 a Thomasschule zu Leipzig. Estudou depois química na Universidade de Leipzig. Obteve um doutorado em eletroquímica em 1924, orientado por Max Le Blanc, com a tese Beiträge zur Kenntnis der Reaktionsgeschwindigkeit in Lösungen.
De 1924 a 1927 foi wissenschaftlicher Assistent (assistente de pesquisa) no Pharmazeutisches Institut da Universidade de Munique. Obteve a habilitação em 1927 com Theodor Paul, com a tese Beiträge zur Kenntnis des Mechanismus chemischer Reaktionen ('Contribuições para o conhecimento do mecanismo das reações químicas') e foi Privatdozent de química aplicada.
De 1927 a 1928 foi bolsista da Notgemeinschaft der deutschen Wissenschaft (atual Deutsche Forschungsgemeinschaft) no Instituto Bodenstein da Universidade de Berlim. Durante sua permenência lá encontrou Walter Schottky e Wilhelm Jost, que influenciaram sua carreira científica.
De 1928 a 1933 foi Privatdozent e assistente no Instituto de Química da Universidade de Jena. Em 1933 foi professor extraordinário. Com Walter Schottky e Hermann Ulich publicou em 1930 Theorie der geordneten Mischphasen. Nesta obra fundaram a termodinâmica de defeitos da química do estado sólido.
De 1933 a 1934 fi professor substituto de físico-química na Universidade de Hamburgo. Em 1934 foi professor extraordinário e em 1940 professor ordinário de físico-química na Universidade Técnica de Darmstadt. Foi um dos líderes e desenvolveu mecanismos de controle para o desenvolvimento de mísseis alemães no Centro de Pesquisas do Exército de Peenemünde.
Em 1933 ingressou na Sturmabteilung (SA). Evitou a demissão e a desnazificação partindo para os Estados Unidos.

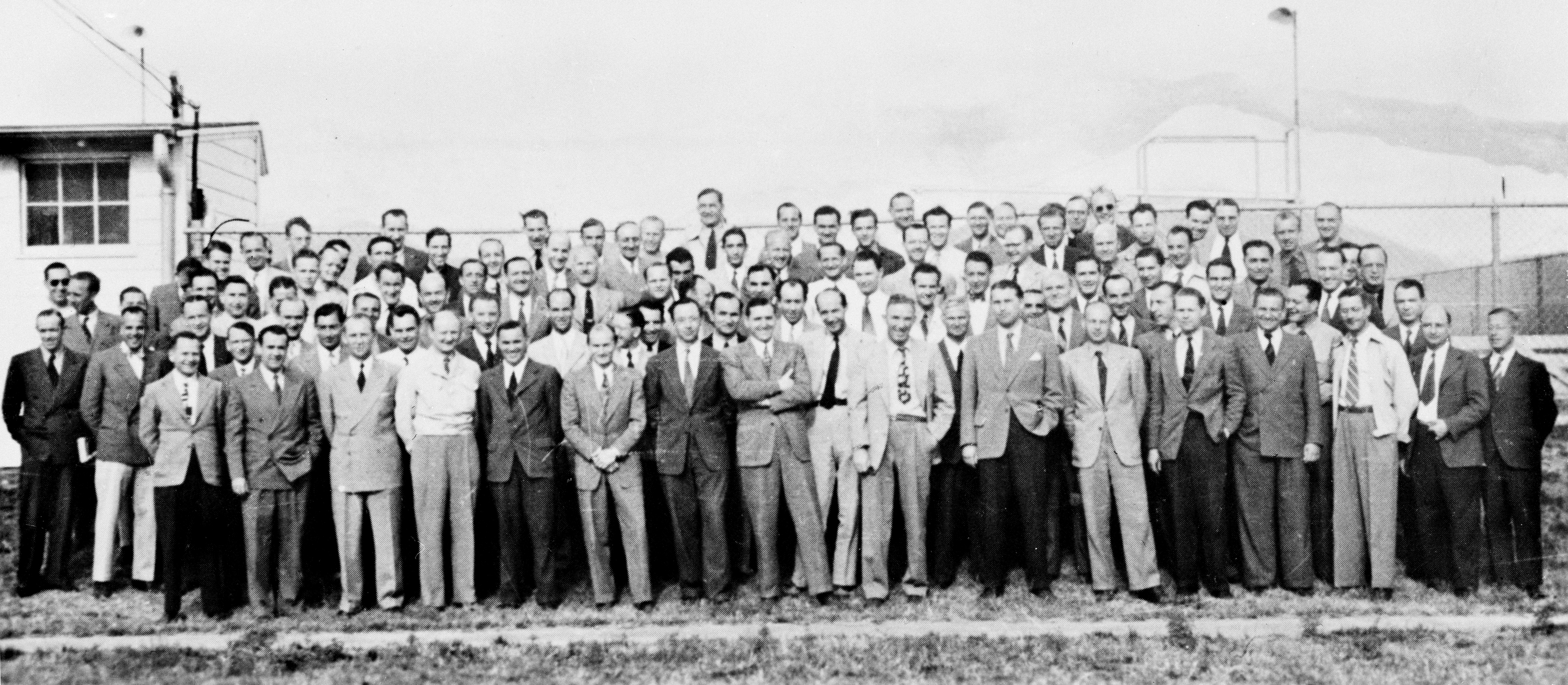
Grupo de cientistas de foguetes da Operação Paperclip

De 1945 a 1949 foi Conselheiro Científico do Sub-Escritório da Divisão de Pesquisa e Desenvolvimento de Munições (Rocket) em Fort Bliss, em El Paso, Texas. Fazia parte do grupo de Wernher von Braun e lidava com a termodinâmica dos combustíveis de foguetes. De 1950 a 1954 foi professor visitante no Instituto de Tecnologia de Massachusetts (MIT), em Cambridge, Estados Unidos. Em 1955 foi professor de metalurgia.
Em 1958 retornou à Alemanha e sucedeu de Karl Friedrich Bonhoeffer como diretor do Instituto Max Planck de Química Física em Gotinga, que tornou-se em 1971 o Instituto Max Planck de Química Biofísica. Depois disso continuou a trabalhar e publicou cientificamente em contato com os cientistas mais jovens do Instituto Max Planck de Química Biofísica. Em 1960 recebeu um cargo de professor honorário na Universidade de Gotinga. Em 1961 descreveu quantitativamente a teoria do amadurecimento de Ostwald no ensaio Theory of Aging Precipitation by Redissolving (Ostwald Ripening).
Carl Wagner morreu em 1977 em Gotinga.

## Prêmios e condecorações
- 1959: Medalha Wilhelm Exner
- 1964: Medalha Carl Friedrich Gauß

## Publicações selecionadas
- Thermodynamik. Die Lehre von den Kreisprozessen, den physikalischen und chemischen Veränderungen und Gleichgewichten, eine Hinführung zu den thermodynamischen Problemen unserer Kraft- und Stoffwirtschaft von W. Schottky, H. Ulich und C. Wagner, Verlag Julius Springer, Berlin 1929.